# シモン・ゲシュケ
シモン・ゲシュケ（Simon Geschke、1986年3月13日 - ）は、ドイツ、ベルリン出身の自転車競技（ロードレース）選手。

## 経歴
2009年、スキル・シマノにてプロキャリアスタート。主にアシストとしてレースを走る。
2015年、ツール・ド・フランスの3連続アルプス山岳ステージにおいて、当人でさえ予想外の逃げ切り勝利を決める。
2017年、ジロ・デ・イタリアにて、山岳アシストのウィルコ・ケルデルマンがリタイアしたチームにおいて、エースのトム・デュムランに対し持てる力以上のアシストを行い、チームの総合優勝に大きく貢献した。
2019年、CCCチームに移籍。

## 主な戦績

### 2011年
- クリテリウム・アンテルナシオナル　区間優勝（第2ステージ）

### 2014年
- グランプリ・デュ・カントン・ダルゴヴィ　優勝

### 2015年
- ツール・ド・フランス　区間優勝（第17ステージ）